# Episyron
Episyron — род дорожных ос (Pompilidae).

## Распространение
Для СССР ранее указывалось 10 видов.

## Описание
Коготки расщеплённые (у самок передние). Часть тела в чешуйках. На брюшке жёлтые пятна. Охотятся и откладывают яйца на пауков, которых парализуют с помощью жала. Личинки эктопаразитоиды пауков. Основание усиков расположено ближе к наличнику, чем к глазку. Коготки равномерно изогнутые. Вершина средней и задней голеней помимо шпор несёт шипы разной длины. Верх задних бедер с 1-5 предвершинными короткими прижатыми шипиками.

## Классификация
- - Episyron albonotatum (Vander Linden, 1827)
  - Episyron arrogans (Smith, 1873)
  - Episyron candiotum Wahis, 1966
  - Episyron capiticrassum (Ferton, 1901)
  - Episyron coccineipes (Saunders, 1901)
  - Episyron funerarium (Tournier, 1889)
  - Episyron gallicum (Tournier, 1889)
  - Episyron levantinum Wahis, 1966
  - Episyron rufipes (Linnaeus, 1758)